# Janina Moniuszko-Jakoniuk
Janina Moniuszko-Jakoniuk (ur. 27 stycznia 1943 w Białymstoku, zm. 25 czerwca 2018) – polska lekarka, farmakolog i toksykolog, nauczyciel akademicki, profesor nauk medycznych.

## Życiorys
W 1966 ukończyła kierunek lekarski na Akademii Medycznej w Białymstoku. W 1969 pod kierunkiem dra hab. Andrzeja Danysza z Katedry Farmakologii AMB obroniła pracę doktorską „Wpływ insuliny na działanie farmakologiczne i toksyczność prostygminy” uzyskując stopień naukowy doktora nauk medycznych. W 1978 na podstawie osiągnięć naukowych i złożonej rozprawy otrzymała stopień naukowy doktora habilitowanego nauk medycznych. W 1990 uzyskała tytuł naukowy profesora.
W wyborach parlamentarnych w 1993 bez powodzenia kandydowała do Senatu w okręgu białostockim otrzymując 19 266 głosów.
Od 1983 przez wiele lat kierowała Zakładem Toksykologii UMB. Była założycielem i pierwszą przewodniczącą białostockiego oddziału Polskiego Towarzystwa Toksykologicznego. W latach 2010–2014 pracowała na Wyższej Szkole Medycznej w Białymstoku. Od 2014 była członkiem honorowy Polskiego Towarzystwa Toksykologicznego. Była także członkiem Rady naukowej Wyższej Szkoły Kultury Społecznej i Medialnej w Toruniu.
Odznaczona Krzyżem Kawalerskim Orderu Odrodzenia Polski (2000).
Zmarła 25 czerwca 2018 roku i 27 czerwca została pochowana na Cmentarzu Farnym w Białymstoku.